# Microrégion de Vitória de Santo Antão

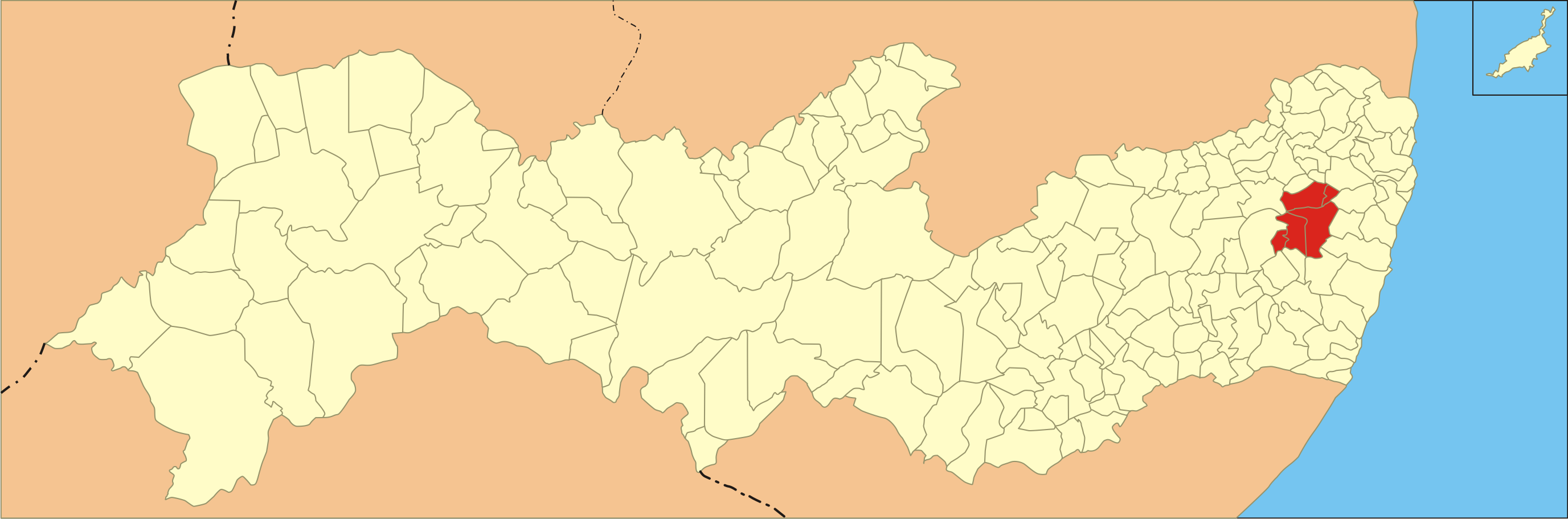

La microrégion de Vitória de Santo Antão est l'une des trois microrégions qui subdivisent la zone de la forêt de l'État du Pernambouc au Brésil.
Elle comporte cinq municipalités qui regroupaient 200 013 habitants après le recensement de 2007 pour une superficie totale de 929 km2.

## Municipalités
- Chã de Alegria
- Chã Grande
- Glória do Goitá
- Pombos
- Vitória de Santo Antão